# 21956 Thangada
21956 Thangada è un asteroide della fascia principale. Scoperto nel 1999, presenta un'orbita caratterizzata da un semiasse maggiore pari a 2,7741363 UA e da un'eccentricità di 0,0999524, inclinata di 9,89405° rispetto all'eclittica.